# Loma Mountains
Die Loma Mountains sind ein Gebirgszug im Nordosten des westafrikanischen Staates Sierra Leone, an der Grenze zu Guinea. Die Loma Mountains bilden die höchste Erhebung Sierra Leones. Der höchste Gipfel des Gebirges, des Landes und ganz Westafrikas ist der Bintumani (Loma Mansa) mit 1945 m.
Das Gebiet ist als Teil des Loma-Mountains-Nationalparks geschützt.